# Apple Workgroup Server

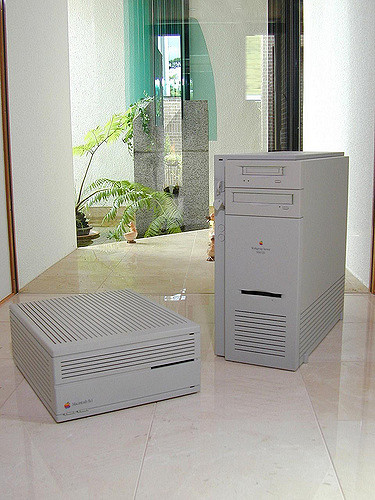
Apple Workgroup Server 9150

Apple Workgroup Server y Macintosh Server son una familia de servidores de grupo de trabajo basados en Macintosh, vendidos por Apple Computer, Inc. de 1993 a 2003. Las máquinas que llevan estos nombres son derivadas de las líneas Centris, Quadra y Power Macintosh con software de servidor adicional y, a veces, discos duros más grandes. Aparte de eso, en su mayoría eran idénticos a las máquinas en las que se basan. El nombre "Workgroup Server" se usó hasta el lanzamiento de Power Macintosh G3 en 1998.
En 1996 y 1997, Apple también vendió una gama separada de máquinas comercializadas como Apple Network Server, que eran servidores especialmente diseñados que ejecutaban exclusivamente AIX y, por lo tanto, no califican como computadoras Macintosh.
Los primeros modelos fueron Workgroup Server 60, 80 y 95, presentados juntos en CeBIT en Hannover el 22 de marzo de 1993. Los envíos a clientes del 95 comenzaron en abril, seguidos por el 60 y el 80 en julio. Se introdujeron nuevos modelos todos los años excepto 1995, y permanecieron en el mercado hasta 2003, varios meses después de la introducción del Xserve montado en bastidor.

## Lista de modelos
| Nombre                | Introducido        | Interrumpido      | Residencia en                    | notas |
| --------------------- | ------------------ | ----------------- | -------------------------------- | --- |
| Workgroup Server 95   | marzo de 1993      | abril de 1995     | Macintosh Quadra 950             | Se vendió con A/UX, pero también puede ejecutar Mac OS . Las diferencias con Quadra son una unidad de cinta digital (DAT) y una tarjeta PDS que contiene una conexión SCSI rápida y un caché de CPU de nivel 2 de 256k. Compatible con Mac OS: Sistema 7.0.1 a Mac OS 8.1 |
| Workgroup Server 60   | julio de 1993      | octubre de 1994   | Macintosh Centris 610            | El Centris 610 se vendió más tarde como "Quadra 610". Compatible con Mac OS: (68k, Sistema 7.1-Mac OS 8.1) (PPC, Sistema 7.1.2-Mac OS 9.1) |
| Workgroup Server 80   | julio de 1993      | octubre de 1994   | Macintosh Quadra 800             | |
| Workgroup Server 6150 | abril de 1994      | octubre de 1995   | Power Macintosh 8100             | Velocidad aumentada de 60 a 66 MHz en abril de 1995. Compatible con Mac OS: (60 MHz, Sistema 7.1.2-Mac OS 9.1) (66 MHz, Sistema 7.5-Mac OS 9.1) |
| Workgroup Server 8150 | abril de 1994      | febrero de 1996   | Power Macintosh 8100             | Velocidad aumentada de 80 a 110 MHz en abril de 1995 |
| Workgroup Server 9150 | abril de 1994      | febrero de 1996   | n / A                            | El único servidor de grupo de trabajo que no se basa directamente en una estación de trabajo. Presentaba un 80 MHz (velocidad aumentada a 120 MHz en abril de 1995) Placa PowerPC 601 en una caja estilo Quadra 950 .                                                     |
| Workgroup Server 7250 | febrero de 1996    | abril de 1997     | Power Macintosh 7200             | |
| Workgroup Server 8550 | febrero de 1996    | marzo de 1998     | Power Macintosh 8500             | |
| Workgroup Server 7350 | abril de 1997      | marzo de 1998     | Power Macintosh 7300             | |
| Workgroup Server 9650 | abril de 1997      | marzo de 1998     | Power Macintosh 9600             | |
| Servidor Macintosh G3 | marzo de 1998      | diciembre de 1998 | Minitorre Power Macintosh G3     | |
| Servidor Macintosh G3 | enero de 1999      | agosto de 1999    | Power Macintosh G3 Azul y Blanco | |
| Servidor Macintosh G4 | septiembre de 1999 | enero de 2003     | Power Mac G4                     | Múltiples modelos que reflejan la historia del Power Mac G4. El primero se basa en el Power Mac G4 "Sawtooth" (gráficos AGP), el último en el PowerMac G4 "Mirrored Drive Doors" inicial.                                                                                 |